# Бізон Діл
Бізон Діл (англ. Bison Dele, ім'я при народженні Браян Карсон Вільямс,  6 квітня 1969, Фресно — 7 липня 2002, Таїті) — американський професійний баскетболіст, центровий. Завершив кар'єру за «Детройт Пістонс» у 1999 році.
Зник безвісти у водах Тихого океану у липні 2002 року.

## Ранні роки
Народився в родині Юджина та Патриції Вільямс. Батько на той час співав у афроамериканському гурті The Platters. Займатись баскетболом Браян почав ще у школі в Санта-Моніці. Навчався в Університеті Меріленду та Університеті Аризони.

## Кар'єра в НБА
Після навчання Браян подав свою кандидатуру на Драфт НБА.
У 1991 році він почав грати за команду «Орландо Меджик» під номером 10, за яку відіграв 2 сезони. Згодом перейшов у «Денвер Наггетс» та «Лос-Анджелес Кліпперс», за гру у який набрав 8 та 15,8 очків відповідно.
У 1997 році підписав контракт з «Чикаго Буллз», принісши їм згодом нове чемпіонство.
У 1998 році Браян Вільямс змінив ім'я на Бізон Діл, на честь того що серед його нащадків були корінні американці та вихідці з Африки.
Спортивну кар'єру завершив у 1999 році у віці 30 років, після двох сезонів гри за «Детройт Пістонс».

## Зникнення
Завершивши кар'єру Бізон почав мандрувати світом. Він багато часу прожив у Бейруті, подорожував Європою, відвідував Індонезію та Індію, зустрічався з Мадонною. Будучи авантюристом за натурою, Бізон міг їхати на велосипеді з Тусона у Денвер та з Фінікса у Солт-Лейк-Сіті, маючи при собі лише кредитну картку. Крім того, він брав участь у забігі з биками на святі Святого Ферміна у Памплоні та стрибав з парашутом у Канаді.
У 2000 році Бізон оселився на Таїті, де придбав 17-ти метрову яхту, яку він назвав «Акуна Матата». 6 липня 2002 року Діл, разом зі своєю дівчиною Сереною Карлан, старшим братом Майлзом Деботом та шкіпером Бертраном Сальдо вирушили у плавання Тихим океаном. Останній раз їх бачили поблизу Таїті 8 липня 2002 року. Згодом були свідки як Майлз Дебот 20 липня причалював до берега на човні.
5 вересня 2002 року у Фініксі Дебот зняв 152 тисячі доларів, використовуючи паспорт Діла. Згодом його заарештувала мексиканська поліція в місті Тіхуана. У цей же час в Таїті була знайдена яхта «Акуна Матата» зі сбитою назвою та декількома пульовими отворами в корпусі. Після затримання, Дебот подзвонив матері і сказав що він ніколи б не завдав шкоди своєму брату і що він не виживе у в'язниці. У вересні 2002 року він покінчив життя самогубством, прийнявши несумісну з життям дозу інсуліна. Після його смерті нову інформацію знайти не вдалось, і розслідування було припинено.
За даними розслідування ФБР та французької поліції, найімовірніше, Майлз Дебот застрелив брата з його дівчиною та шкіпером та викинув їхні тіла в океан, де їх зжерли акули. За словами Патриції Філліпс, мати Бізона і Майлза, люди завжди тягнулись до Браяна, навіть до того як він став зіркою, у той час як більш тихий та спокійний Майлз завжди був у тіні брата. Скоріше за все, Майлз вважав себе невдахою, бо його брат був гравцем НБА, а батько співав у The Platters. Все це призвело до важкої депресії, комплексів і, як наслідок, стало мотивом для вбивства.